# 赤色エレジー
「赤色エレジー」（せきしょくエレジー）は、林静一が漫画雑誌『ガロ』に1970年1月号から1971年1月号まで連載した劇画。また、同劇画をモチーフとして1972年4月25日に発売されたあがた森魚のシングル曲。

## 劇画
漫画家を目指すアニメーターの青年・一郎と、その恋人・幸子の同棲生活を描く。

### 書籍
日本以外に海外でも翻訳出版されている。
- 『赤色エレジー 現代漫画家自選シリーズ1』青林堂 1971年3月（オリジナル版）
- 『赤色エレジー』主婦の友社 1978年7月
- 『赤色エレジー』小学館 1992年3月 ISBN 4091973019
- 『赤色エレジー』小学館文庫 2000年7月 ISBN 4091924719（表題作他、短編6作品収録）
- 『赤色エレジー シリーズ昭和の名作マンガ』朝日新聞出版 2008年12月（表題作他、短編6作品収録、絵コンテ併録）

## シングル

### 解説
四畳半フォークの代表曲の一つ。林静一の同名劇画に、あがたが感銘を受けたことにより作られた。そのため、林がシングル盤のジャケットイラストを描いている。
作曲者が八洲秀章となっている理由は、曲が八洲の作曲した『あざみの歌』に似ていることからレコード会社側の判断で八洲の作曲と表記したのであって、実際は作曲もあがたが手掛けている。あがたは直接八洲と会っており、その際に八洲から譜面を出されて「一緒じゃないか」と指摘されるも、あがたは「別にあなたの曲を聴いてこの曲を作ったわけじゃない」と反論、押し問答をしてそのままになった。後日「作曲者は八洲先生になりました」と報告を受け、解せないまま終わりになったという。
なお、蜂蜜ぱいがバック演奏を担当していることから、シングル盤のレーベルでのアーティスト表記は「あがた森魚＋蜂蜜ぱい」となっている。
ベルウッドレーベル最初のシングル盤として発売され、60万枚を売り上げ、大ヒットした。

### 収録曲
- A面 赤色エレジー（作詞・編曲：あがた森魚 / 作曲：八洲秀章） - 映画『赤色エレジー』主題歌
- B面 ハートのクィーン（作詞・作曲・編曲：あがた森魚）

### うた絵本
ベルウッドからシングル盤を出すメジャーデビュー前の1971年12月25日に、自主制作で「うた絵本　赤色エレジー」（幻燈社）として林静一の書き下ろしによる絵本付きで同曲のシングル盤を出しており、1972年2月25日に再版されている。その時のカップリング曲はメジャー盤の次作シングル曲として『清怨夜曲』に改題し発売。「うた絵本」版『赤色エレジー』は、2011年2月23日に絵本付きCDとして復刻された。幻燈社の「うた絵本」版シングルのクレジットは以下の通りで、この時点ではまだ作曲者が八洲秀章とはなっていない。
- 散面 赤色エレジー（詞曲唄：あがた森魚 / 演奏：南部菜食バンド）
- 華面 清怨夜楽（詞曲唄：あがた森魚 / 演奏：池田屋六重奏団）